# Aeroporto di Streževoj
L'aeroporto di Streževoj (in russo: Аэропорт СТРЕЖЕВОЙ, in inglese: Strezhevoy Airport) (codice ICAO: UNSS) è un aeroporto civile nella Siberia nordoccidentale in Russia, situato a 4 chilometri a sudest della cittadina di Streževoj (44.300 abitanti - 2007), nell'Oblast di Tomsk.

## Strategia
L'aeroporto di Streževoj è un aeroporto strategico visto la completa assenza dei collegamenti ferroviarie nella zona e la presenza dei collegamenti navali in un periodo molto limitato d'estate (la temperatura media annuale nella città è di -1.7 °C).

## Posizione geografica
L'aeroporto di Streževoj è situato 970 km a nord-ovest della città di Tomsk e 80 km a est di Nižnevartovsk.

## Dati tecnici
L'aeroporto di Streževoj è un aeroporto di classe B ed è dotato attualmente di una pista attiva cementata.
La lunghezza della pista attiva è di 1.500 m x 42 m.
Il peso massimo degli aerei al decollo è di 56 tonnellate.
L'aeroporto è equipaggiato per la manutenzione, l'atterraggio/decollo degli aerei: Antonov An-2, Antonov An-24, Antonov An-26, Antonov An-28, Antonov An-30, Antonov An-32, Antonov An-72, Antonov An-74, Yakovlev Yak-40, Let L-410, Yakovlev Yak-42D.